# Vingåker község
Vingåker község (svédül: Vingåkers kommun) Svédország 290 községének egyike. Södermanland megyében található, székhelye Vingåker.
A mai község 1971-ben jött létre.

## Települések
A község települései:
| Település | Népesség | Megjegyzés         |
| --------- | -------- | ------------------ |
| Baggetorp | 509      |                    |
| Högsjö    | 779      |                    |
| Marmorbyn | 389      |                    |
| Vingåker  | 4362     | a község székhelye |